# Alberto Pafundi
Alberto Carlos Pafundi (Argentina, 1952 – Moreno, Argentina, 9 de agosto de 1998) fue un futbolista argentino, disciplinado volante de contención, que se retiró en Estudiantes de Buenos Aires a principio de los 80.

## Trayectoria
Surgido de las inferiores de River llegó a jugar muy poco tan solo 3 partidos en 1973. Al año siguiente fue transferido a Atlético de Tucumán, club en donde no tuvo mucha participación. Finalmente llegó a Estudiantes de Buenos Aires en 1977, jugó 147 partidos y anotó 4 goles. Se consolidó en Estudiantes de Buenos Aires y tuvo una gran actuación en el ascenso, destacándose en el torneo de la Primera B 1977. Tras su retiro de la actividad siguió la carrera de árbitro, algo poco común, hasta el 12 de diciembre de 1997 había dirigido en el ascenso y actuaba como árbitro asistente de Primera División.
Falleció el 9 de agosto de 1998, a los 46 años, al sufrir un infarto mientras dirigía un partido en un country de Moreno. En su homenaje, un sector del Estadio Ciudad de Caseros lleva el nombre de Beto Pafundi. 

## Clubes
| Club             | País      | Año       | Partidos | Goles |
| ---------------- | --------- | --------- | -------- | ----- |
| River Plate      | Argentina | 1973      | 3        | -     |
| Atlético Tucumán | Argentina | 1974      | 1        | -     |
| Estudiantes (BA) | Argentina | 1977-1980 | 147      | 4     |

## Logros
| Título                        | Club             | País      | Año  |
| ----------------------------- | ---------------- | --------- | ---- |
| Segunda División de Argentina | Estudiantes (BA) | Argentina | 1977 |